# Abasidi
Abasidi (arapski: العبّاسيّون, fonetski: Abbāsīyūn) su vladari iz arapske dinastije koja je vladala u Bagdadu od 750. do 1258. i od 1261. do 1517. godine, dakle tijekom 764 godina s jednim kratkim prekidom. Ukupno je imala 54 vladara kalifa. Abasidski kalifat osnovali su potomici Abbasa ibn Abd al-Muttaliba. 

## Povijesni pregled
Abasidi su svrgnuli s vlasti Omejide i zauzeli prijestolje na osnovu krvne veze s Poslanikom Muhamedom. Poticali su od Muhamedovog najmlađeg amidže (stric) Abbas ibn Abd al-Muttaliba. Smatrali su da imaju veće pravo na prijestolje nego Emevije koji nisu bile ni potomci plemena Kurejšija. Prvo što su učinili je premještanje prijestolnice u Bagdad čime su i ugodili i približili se Perzijskom carstvu koje im je pomoglo pri dolasku na vlast. Zahvaljujući ovome došlo je do zauzimanja vladarskih pozicija i od strane ne-Arapa, što je kasnije omogućilo da istaknuti muslimani koji nisu imali nikakvih veza s vladarskim pozicijama postanu uticajne vojskovođe, emiri ili veziri.
Abasidi su većinom bili orijentirani na vladanje unutar carstva, a ratovi za proširivanje carstva većinom nisu bili vođeni. Carstvo je bilo veliko i morali su postaviti regionalne vladare, međutim problemi su nastali u njihovoj borbi za vlast i želji da i njihove pozicije budu nasljedne. Jedan od ovih poduhvata je rezultirao i sada poznatom titulom sultana. Naime, već u 11. stoljeću Mahmud od Ghazne se proglasio sultanom svog teritorija odbijajući na taj način bilo kakvu vezu s Abasidima, pa i formalnu koja se realizirala u nazivima titula. 
Posljednji Abasid, Al-Musta'sim, potomak Poslanikove loze je ubijen 1258. Ubio ga je Hulagu Khan nakon osvajanja Bagdada. Međutim, vladavina Abasida se nastavila i iako su izgubile stvarnu vlast nad zemljom, sve do kalifa Selima I smatrali su se vladarima, prvenstveno u vjerskim pitanjima. Do kraja svoje dinastije djelovali su iz Egipta pod vlašću Memluka.

### Raskol sa šijitima
U ranom periodu vladavine je došlo do prvog značajnijeg raskola između muslimana sunita i šijita. Prvenstveno, Abasidi su zanijekali šijite jer su podržavali Omejidisku vlast, a nijekali abasidsko pravo na prijestolje putem krvne veze s Poslanikom. Rezultat su bili mnogi sukobi između ovih dvaju skupina koji su završili osnivanjem neovisne države šiita u sjevernoj Africi 801. godine.

### Memluci
U vrijeme abasidske vladavine, u 9. stoljeću osnovana je snažna memlučka vojska. Cilj je bio podržavanje Abasida i održavanje njihove vlasti. Sačinjavali su je većinom Turci, ali i nešto Slavena i Barbara. Iako su omogućili dinastiji Abasida da riješe unutrašnje i vanjske probleme, oni su ih i svrgnuli s vlasti i osnovali moćno Osmansko carstvo.

## Značaj
U doba vladavine Abasida kalifat je dobio međunarodni karakter, pružen je doprinos prevođenju knjiga s drugih jezika, prvenstveno grčkog, pa baš zahvaljujući njima uspjela su se sačuvati djela velikih mislioca poput Platona i Aristotela. Postigli su značajna dostignuća vezana za medicinu, a najznačajnija djela su prevođena na latinski i hebrejski. Proučavali su ljudsku anatomiju i uzroke bolesti. U tom periodu je djelovao i Ibn Sina. Bavili su se astronomijom, razvili algebru. Doprinijeli su i na drugim poljima nauke, između ostalog i napravili jedan od prvih, ako ne i prvi globus.

## Najznačajniji abasidski kalifi
- Ebul Abbas es Seffaha, (750. – 754.) prvi kalif značajan po izgradnji puta Kufa – Meka, te primitivni oblik vodovodnog sustava.
- Ebu-Džafer el-Mensur, (754. – 775.) osnovao Bagdad i učinio ga prijestonicom islamskog carstva. Tražio je grčka djela da bi ih preveo na arapski jezik.
- Muhamed el Mahdi,(775. – 785.) nasljedio veliko bogatstvo koje je darovao u dobrotvorne svrhe, proširio harem oko Kabe.
- Harun El Rašid, (786. – 809.) izgradio prijateljske odnose s Karlom Velikim

## Popis abasidskih kalifa u Bagdadu
- Abu'l Abbas As-Saffah 750. – 754.
- Al-Mansur 754. – 775.
- Al-Mahdi 775. – 785.
- Al-Hadi 785. – 786.
- Harun al-Rašid 786. – 809.
- Al-Amin 809. – 813.
- Al-Ma'mun 813. – 833.
- Al-Mu'tasim 833. – 842.
- Al-Wathiq 842. – 847.
- Al-Mutawakkil 847. – 861.
- Al-Muntasir 861. – 862.
- Al-Musta'in 862. – 866.
- Al-Mu'tazz 866. – 869.
- Al-Muhtadi 869. – 870.
- Al-Mu'tamid 870. – 892.
- Al-Mu'tadid 892. – 902.
- Al-Muktafi 902. – 908.
- Al-Muqtadir 908. – 932.
- Al-Qahir 932. – 934.
- Ar-Radi 934. – 940.
- Al-Muttaqi 940. – 944.
- Al-Mustakfi 944. – 946.
- Al-Muti 946. – 974.
- At-Ta'i 974. – 991.
- Al-Qadir 991. – 1031.
- Al-Qa'im 1031. – 1075.
- Al-Muqtadi 1075. – 1094.
- Al-Mustazhir 1094. – 1118.
- Al-Mustarshid 1118. – 1135.
- Ar-Rašid 1135. – 1136.
- Al-Muqtafi 1136. – 1160.
- Al-Mustanjid 1160. – 1170.
- Al-Mustadi 1170. – 1180.
- An-Nasir 1180. – 1225.
- Az-Zahir 1225. – 1226.
- Al-Mustansir 1226. – 1242.
- Al-Musta'sim 1242. – 1258.

## Popis abasidskih vladara u Egiptu pod okriljem Memluka
- Al-Mustansir 1261.
- Al-Hakim I. 1262. – 1302.
- Al-Mustakfi I. 1303. – 1340.
- Al-Wathiq I. 1340. – 1341.
- Al-Hakim II. 1341. – 1352.
- Al-Mu'tadid I. 1352. – 1362.
- Al-Mutawakkil I. 1362. – 1383.
- Al-Wathiq II. 1383. – 1386.
- Al-Mu'tasim 1386. – 1389.
- Al-Mutawakkil I. 1389. – 1406.
- Al-Musta'in 1406. – 1414.
- Al-Mu'tadid II. 1414. – 1441.
- Al-MustakfI. II. 1441. – 1451.
- Al-Qa'im 1451. – 1455.
- Al-Mustanjid 1455. – 1479.
- Al-Mutawakkil II. 1479. – 1497.
- Al-Mustamsik 1497. – 1508.
- Al-Mutawakkil III. 1508. – 1517.

## Vanjske poveznice
- Abbasids (750-1517)  Arhivirana inačica izvorne stranice od 24. veljače 2008. (Wayback Machine) (engl.)
- Abbasids the 2nd dynasty of caliphs (engl.)
- Abbasid Caliphs (In Our Time, Radio 4), in Streaming RealAudio (engl.)
- An On-Going Detailed Account of the History of the Abbasids from an Islamic perspective. Most of the narrations have been sifted through to avoid "biased" theories regardless if the historians as mentioned are Shiite or Sunni. (engl.)